# José María Albareda Herrera
José María Albareda Herrera (Casp, Saragossa; 15 d'abril de 1902 - Madrid, 27 de març de 1966), va ser un científic espanyol, acadèmic de la Reial Acadèmia de Ciències Exactes, Físiques i Naturals.

## Biografia
Va estudiar Farmàcia a la Universitat de Madrid i Ciències Químiques a la de Saragossa, on es va iniciar en la recerca científica amb els professors Rocasolano i Ríus Miró. Es va doctorar en Farmàcia. Catedràtic d'Agricultura de l'Institut d'Ensenyament Mitjà d'Osca. Es va especialitzar en Ciència del Sòl (en els seus aspectes naturalista i agrícola) en Bonn, Zuric i Königsberg, amb pensió concedida per la Junta per a l'Ampliació d'Estudis i Recerques Científiques. El 1932 va treballar a la Rothamsted Experimental Station, sobre caracterització de sòls mitjançant anàlisi química d'argiles.
Durant aquest període va publicar nombrosos treballs en revistes especialitzades. El 1935 va ser nomenat catedràtic d'Agricultura de l'Institut Velázquez de Madrid i encarregat d'explicar un curs sobre Sòls en l'Acadèmia de Ciències de Madrid. El 1939 va ser director de l'Institut d'Ensenyament Mitjà «Ramiro de Maeztu» de Madrid, i, el 1940, va obtenir la càtedra de Geologia Aplicada de la Facultat de Farmàcia de la Universitat de Madrid. En crear-se pel govern franquista, el 1939, el Consell Superior d'Investigacions Científiques va ser nomenat secretari general, càrrec que va exercir fins a la seva mort.
Comença llavors l'etapa més destacada de la seva vida professional com a executor d'una obra qualificada per Gregorio Marañón com «un dels esdeveniments fonamentals de la vida cultural del nostre país». Va buscar arreu d'Espanya la persona o organisme amb possibilitats per a la recerca, respectant la personalitat de cada institució existent i creant-la on s'oferien condicions favorables.
Va fer compatibles les seves funcions de govern i promoció de la recerca científica nacional, amb una labor investigadora molt brillant. L'Institut d'Edafologia, que va fundar i va dirigir, va ser germen d'una important escola investigadora que es va estendre per tot el país, tant en les càtedres universitàries els titulars de les quals s'havien format en l'Institut, com en la creació de Centres d'Edafologia i Agrobiologia. La labor investigadora d'aquests centres sobre camps científics relatius a l'agricultura i l'economia agrària va tenir repercussió a través dels Instituts d'Orientació i Assistència Tècnica, promoguts per Albareda, en coordinació amb les corporacions locals.
L'Institut d'Edafologia va contribuir a formar investigadors i professors universitaris en diversos camps científics per ser la seva especialitat zona de confluència de diverses ciències, des de la Geologia sedimentària a la Biologia vegetal, i per l'amplitud d'orientació que Albareda imprimia al seu treball investigador. Aquesta labor en pro de la recerca va cimentar el gran prestigi científic d'Albareda, la qual cosa va anar al seu torn base d'unes relacions internacionals que es van estendre des de la seva especialitat a tots els sectors de l'activitat del Consell. El seu prestigi científic, unit als seus valors humans, delicadesa en el tracte personal, alegria serena i vida de servei als altres, li van convertir en una de les persones més influents i destacades de la cultura espanyola de la postguerra.
El 1960 va ser nomenat primer rector magnífic de la Universitat de Navarra, càrrec que va exercir fins a la seva mort. Albareda va contribuir a enfortir les relacions internacionals de la Universitat i va fomentar la projecció social d'aquesta a tota la regió navarresa.
Havia conegut a Madrid el 1935 Josepmaria Escrivá de Balaguer. El 1937 es va fer membre de l'Opus Dei. A partir de llavors la vida espiritual d'Albareda va estar inspirada en la doctrina i costums d'aquesta Institució. El 1959 es va fer sacerdot, encara que va continuar tota la seva activitat professional, en la qual va aconseguir multitud d'honors i distincions: Acadèmic de les Reals Acadèmies de Farmàcia, Ciències i Medicina de Madrid, de la Pontifícia de Roma, de les de Ciències de Barcelona i Saragossa. Membre de l'Acadèmia d'Enginyers d'Estocolm i de nombroses associacions estrangeres. Doctor honoris causa per la Universitat Catòlica de Lovaina i la Universitat de Tolosa de Llenguadoc.